# Oligosoma inconspicuum
Oligosoma inconspicuum là một loài thằn lằn trong họ Scincidae. Loài này được Patterson & Daugherty mô tả khoa học đầu tiên năm 1990.